# 四次元微分演算子
四次元微分演算子（よじげんびぶんえんざんし、英: 4D differential operator）とは、四次元形式のベクトルやテンソル、スカラーを微分するための演算子である。

## 定義
四次元微分演算子は∂に添え字をつけたものである。一般的に添え字はikとμνである。そして四次元微分演算子は{\displaystyle {\partial  \over \partial x_{\mu }}}{\displaystyle ={\biggr (}{1 \over c}{\partial  \over \partial t},{\partial  \over \partial x},{\partial  \over \partial y},{\partial  \over \partial z}{\biggr )}}の短縮形である。上の数式の場合、四次元微分演算子は{\displaystyle \partial _{\mu }}となる。そしてこれが2個、{\displaystyle \partial _{\mu }}{\displaystyle \partial ^{\mu }}の場合、これはダランベール演算子となる。